# Nephargynnis copiosa
Nephargynnis copiosa är en fjärilsart som beskrevs av Miller 1972. Nephargynnis copiosa ingår i släktet Nephargynnis och familjen praktfjärilar. Inga underarter finns listade i Catalogue of Life.